# Dolmen Maimón II
El dolmen Maimón II es un dolmen situado en el municipio español de Alcántara, en la provincia de Cáceres. Es uno de los dólmenes más conocidos del conjunto arqueológico de los dólmenes de Alcántara. Se ubica en una finca junto a la carretera EX-117, unos 2 km al suroeste de la EX-207.
Este dolmen fue excavado y restaurado en 1999 bajo la dirección de la arqueóloga Primitiva Bueno Ramírez. Antes de su rehabilitación, había sido utilizado por los pastores locales como chimenea y depósito de piedras. Como es habitual en los dólmenes extremeños, se ha fechado en el IV milenio antes de Cristo, remontándose su uso a la Edad del Bronce.
Consta de una cámara circular emplazada en un montículo circular, bordeado por un anillo incompleto de losas de pizarra que sirven de recinto y un largo corredor. La cámara constaba de 10 piedras de apoyo y tiene un diámetro de 2,3 m. La altura restante de las losas retiradas es de aproximadamente 1,0 m. El corredor tiene cuatro ortostatos conservados a la izquierda y seis a la derecha. Falta el techo de la cámara, pero una piedra angular del pasaje se encuentra oblicuamente justo enfrente de la cámara. Cinco ortostatos de la cámara están decorados con grabados antropomórficos y ramificados, figuras del sol, conchas y un cuadrúpedo.
La técnica utilizada combina la habitual de los dólmenes de Alcántara con la técnica apreciada en el entorno del Tajo en Portugal. El piqueteado se complementa con motivos incisos y pinturas, de los que en Alcántara solamente se conservan fragmentos en los dólmenes de Trincones. Algunas de las piedras del borde del túmulo tienen cazoletas.